# Glenea pulchella
Glenea pulchella är en skalbaggsart som beskrevs av Francis Polkinghorne Pascoe 1858. Glenea pulchella ingår i släktet Glenea och familjen långhorningar.
Artens utbredningsområde är Filippinerna. Inga underarter finns listade.